# Gerard Sanders
Pour les articles homonymes, voir Sanders.
Gerard Sanders est un acteur américain.

## Filmographie

### Cinéma
- 1995 : Mort subite : Bit Part
- 1997 : Acts of Betrayal : le braqueur de la banque
- 1998 : Junior Sheriff : Kevin
- 2000 : If Tomorrow Comes
- 2002 : Top models exhibitionnistes : Jack, Sr.
- 2002 : Troublantes Obsessions : Vincent Dante
- 2002 : Stolen Sex Tapes
- 2004 : Cherrybomb : Bruce
- 2005 : Tower of Blood : le père de Kirk
- 2005 : Black and Blue : Bruce Howard
- 2008 : Iron Man : Howard Stark
- 2015 : Cats Dancing on Jupiter : M. Caulkers
- 2017 : Mike Boy : Agent Chris
- 2018 : Gloria Bell : l'homme de 65 ans

### Télévision
- 1989 : Stuck with Each Other : un mannequin
- 1990 : De brug : Kuipers (8 épisodes)
- 1995 : De Partizanen : le pasteur (3 épisodes)
- 1998 : The Tiger Woods Story : Nick Faldo
- 1998 : Le Caméléon : un médecin (3 épisodes)
- 1999 : Les Enquêtes extraordinaires : Bugsy (1 épisode)
- 2002 : The Practice : Donnell et Associés : Jury Foreman (1 épisode)
- 2003 : Tilly: A Message of Hope : Dan Ross
- 2003 : Secret Lives : Thomas McCarthy
- 2004 : Century City : M. Paikin (1 épisode)
- 2008 : Samantha qui ? : Rory (1 épisode)
- 2008 : Les Feux de l'amour : un serveur (1 épisode)
- 2009 : Nip/Tuck : le vendeur de bateaux (1 épisode)
- 2011 : Big Love : Joshua Sealman (1 épisode)
- 2015 : The 702 : Don (1 épisode)
- 2015-2016 : F#@K I Love U (en) : Michael Winston Sr. (2 épisodes)
- 2016 : Swedish Dicks : le patron de Sarah (1 épisode)